# Фелис, Генрих

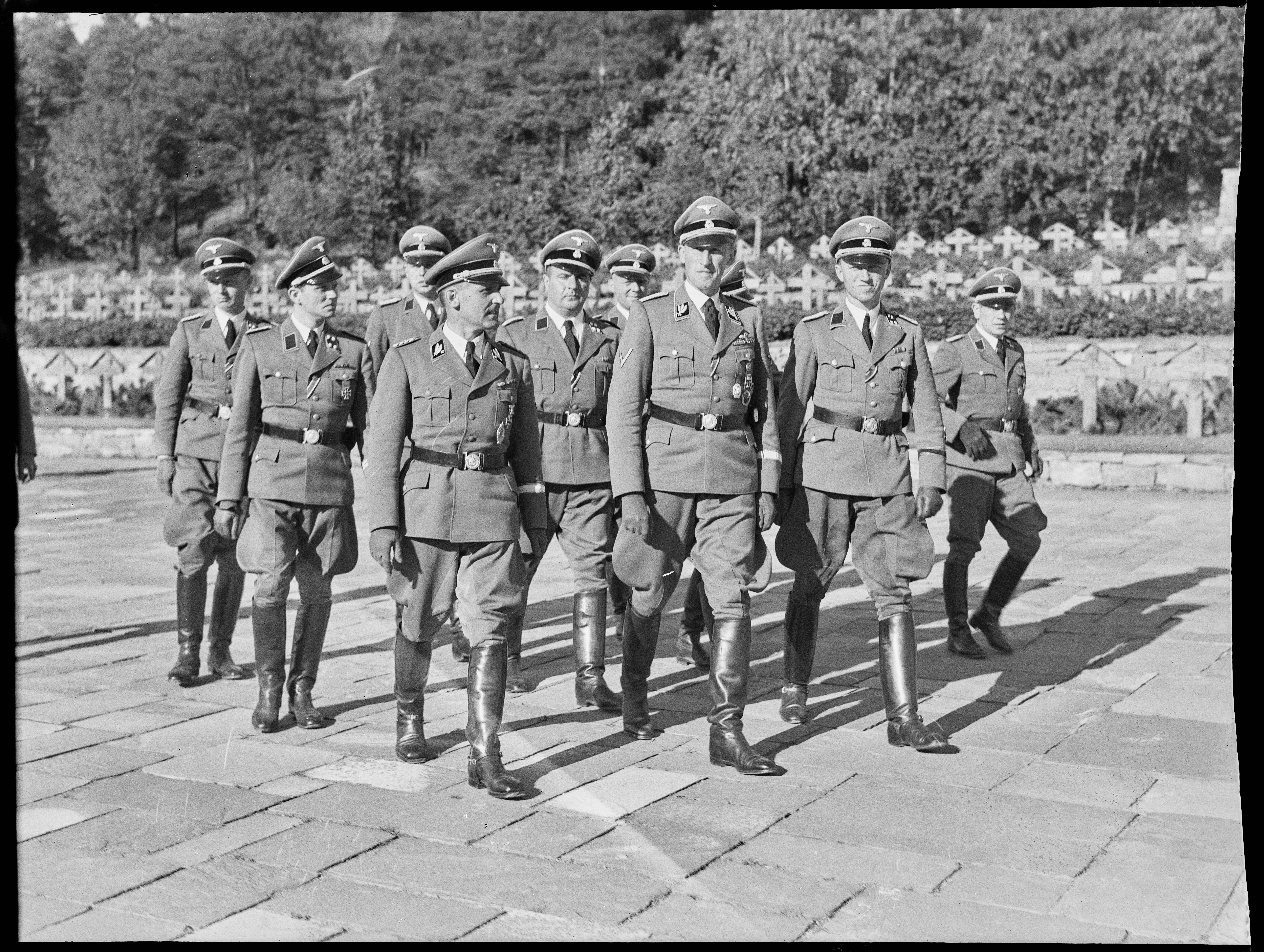
Генрих Фелис (в первом ряду справа) сопровождает Рейнхарда Гейдриха и Генриха Мюллера при посещении военного кладбища в Осло, Норвегия, в 1941 году.

Генрих Фелис (нем. Heinrich Fehlis; 1 ноября 1906, Вульфтен, Германская империя — 11 мая 1945, Порсгрунн, Норвегия) — немецкий юрист, оберфюрер СС, командир полиции безопасности и СД в оккупированной Норвегии.

## Биография
Генрих Фелис родился 1 ноября 1906 года. Окончил реальное училище в Эльберфельде. С 1926 по 1931 год изучал право и государствоведение в университетах Марбурга, Берлина и Бонна. 3 июня 1935 года сдал второй государственный экзамен и получил докторскую степень по праву.
После прихода нацистов к власти 1 апреля 1933 года присоединился к Штурмовым отрядам (СА). 1 мая 1933 года вступил в НСДАП (билет № 2862366). В июне 1935 года поступил на службу в отделение гестапо в Берлина. 10 сентября 1935 года перешёл из СА в ряды СС (№ 27255). В апреле 1937 года был переведён в главное управление СД. В сентябре 1937 года стал начальником штаба отдела службы безопасности (СД) в Штутгарте и вступил в должность заместителя руководителя отделения гестапо в Штутгарте. В марте 1938 года принял участие в Аншлюсе Австрии, а 1 октября 1938 года — в оккупации Судетской области. В августе 1939 стал руководителем отделения гестапо во Франкфурте-на-Майне. 
После начала Второй мировой войны Фелис работал инструктором на специальных офицерских курсах  в Прече и впоследствии был откомандирован в Норвегию в качестве командира айнзацкоманды 1 в Осло во время Датско-норвежской операции. В ноября 1940 года (по другим данным, в сентябре 1940 года) стал командиром полиции безопасности и СД в оккупированной Норвегии. 30 января 1941 года ему было присвоено звание оберштурмбаннфюрера СС. 13 сентября 1941 года стал штандартенфюрером СС. 1 апреля 1942 года был произведён в полковники полиции. 21 июня 1944 года рейхсфюрер СС Генрих Гиммлер повысил Фелиса в звании до оберфюрера СС. В Норвегии Фелис отвечал за все действия полиции безопасности, за пытки норвежских граждан во время допросов в полицейских лагерях и тюрьмах, а также за казни без суда и следствия, проводившиеся с июля 1944 и до февраля 1945 года по его приказу или по приказу начальника гестапо Гельмута Рейнхарда.
8 мая 1945 года бежал из Осло, переодевшись в униформу вермахта, но был опознан британскими военнослужащими. 11 мая 1945 года покончил жизнь самоубийством, застрелившись при задержании.